# Schmidt-Bleibtreu-Straße 30 (Mönchengladbach)

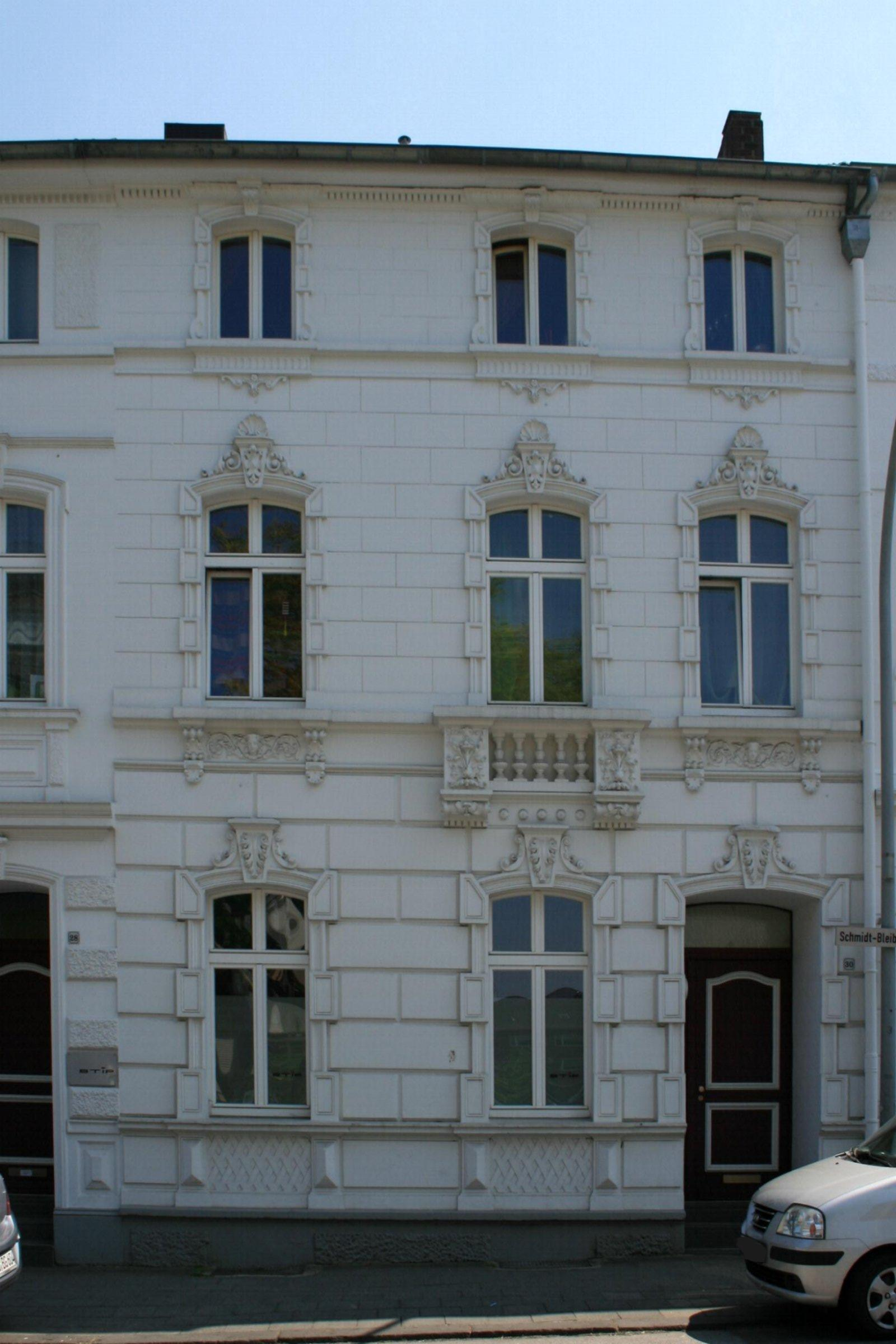
Wohnhaus

Das Wohnhaus Schmidt-Bleibtreu-Straße 30 steht im Stadtteil Odenkirchen in Mönchengladbach (Nordrhein-Westfalen).
Das Gebäude wurde um die Jahrhundertwende erbaut. Es ist unter Nr. S 018 am 15. Dezember 1987 in die Denkmalliste der Stadt Mönchengladbach eingetragen worden.

## Architektur
Die Schmidt-Bleibtreu-Straße liegt im Stadtteil Odenkirchen. Haus Nr. 30 liegt innerhalb einer geschlossenen Straßenrandbebauung. Es handelt sich um ein dreigeschossiges Dreifensterhaus aus der Zeit der Jahrhundertwende mit einem Satteldach. Das Objekt ist aus aufgrund seines Standortes sowie aus bauhistorischen wie stadtbildnerischen Gründen schützenswert.